# Conrad (Montana)
Conrad er en amerikansk by og administrativt centrum for det amerikanske county Pondera County, i staten Montana. I 2000 havde byen et indbyggertal på 2.753.
48°10′22″N 111°56′49″V / 48.1728°N 111.947°V